# Сумський обласний інститут післядипломної педагогічної освіти
Комунальний заклад Сумський обласний інститут післядипомної педагогічної освіти (КЗ СОІППО) — є комунальним вищим навчальним закладом, заснований Сумською обласною радою, підпорядкований Міністерству освіти і науки України, департаменту освіти і науки Сумської ОДА, розташований у місті Суми. Municipal Institution Sumy Regional Institute of Postgraduate Teacher Education.

## Загальна інформація
Це головний науково-методичний заклад, діяльність якого спрямовано на організацію післядипломної освіти педагогічних працівників у Сумській області.
Інститут у своїй діяльності керується Конституцією України, законами України, актами Президента України, актами Кабінету Міністрів України, наказами МОН України, рішеннями Сумської обласної ради, розпорядженнями голови Сумської ОДА, розпорядчими документами ДОН Сумської ОДА, Статутом КЗ СОІППО, іншими нормативно-правовими актами у галузі освіти і науки.
Місія Інституту — забезпечення готовності працівників галузі освіти Сумської області до професійної самореалізації в умовах модернізації системи освіти через досягнення ними високого особистісного, професійного та науково-методичного рівня компетентності.
Мета Інституту — удосконалити систему безперервної освіти працівників галузі освіти в Сумській області на основі поєднання національних надбань світового значення та усталених європейських традицій забезпечення розвитку фахівців, при цьому забезпечуючи безперервну освіту громадян та здійснюючи практичну реалізацію освітньої політики в Україні.
Відповідно до мети Інституту продовжується вдосконалення системи післядипломної педагогічної освіти в Сумській області зумовлене впровадженням новітніх освітніх технологій навчання освітян відповідно до культурно-духовних, суспільно-економічних, технологічних трансформацій, а також чисельних викликів глобального, європейського, національного, регіонального та місцевого рівнів.
Головним своїм завданням Інститут вбачає забезпечення високої якості післядипломної освіти, сприяння професійному розвитку освітян регіону та створення умов для неперервної освіти педагогічних кадрів у Сумській області.
Інститут надає освітню послугу у сфері вищої освіти «Підвищення кваліфікації керівних і педагогічних кадрів, навчально-допоміжного персоналу в галузі освіти» (ліцензійний обсяг — 4500 осіб) та освітню послугу, пов'язану з одержанням вищої освіти на рівні кваліфікаційних вимог до магістра (державна ліцензія МОН України на надання освітніх послуг навчальними закладами, пов'язаними із одержанням вищої освіти на рівні кваліфікаційних вимог до спеціаліста, магістра).

## Історія інституту
Сумський обласний інститут післядипломної педагогічної освіти розпочав свою діяльність у 1939 році у приміщенні колишнього реального училища, збудованого на кошти Сумської громади та меценатів з родини Харитоненків (сьогодні тут Сумська загальноосвітня школа І-ІІІ ступенів № 4 [Архівовано 13 жовтня 2020 у Wayback Machine.] м. Суми). З післявоєнних років (1944—1955 рр.) інститут розміщувався поряд із Сумською середньою школою № 9 у будинку колишнього Сумського земства (нині Сумський обласний краєзнавчий музей). 
У середині 50-х рр. XX століття (з 1955 по 1977 рік) відбулось розширення функцій інституту та змінилася його адреса — власне приміщення по вул. Псільській (зараз тут Дитяча музична школа № 2 [Архівовано 7 серпня 2020 у Wayback Machine.]). 
У 70-х рр. інститут продовжував зростати: збільшувався штат працівників, чисельність обладнаних навчальних кабінетів, зростав ліцензований обсяг слухачів.  З 1977 по 1990 рр. заклад був розміщений у щойно збудованому спеціалізованому навчальному приміщенні, разом із Сумською середньою школою № 2 ім. Дмитра Косаренка й Сумським учительським інститутом. 
У 1996 році з метою якісного і системного реформування інституту було створено профільні кафедри, навчальні, методичні центри, лабораторії, відбулася модернізація та технологізація освітнього процесу, збільшився аудиторний фонд, зріс штат науково-педагогічних працівників. З осені 1996 року заклад отримав від Сумської обласної ради комплекс приміщень колишнього професійно-технічного училища № 18. Це — 4-поверхова будівля з аудиторіями, актовим і спортивним залами, їдальнею, окремим 5-поверховим будинком гуртожитку, перший поверх якого займає бібліотека, а також спортивний майданчик і футбольне поле.

## Ректори
- 1939—1948 рр. — Бугаєнко Сергій Митрофанович
- 1949—1954 рр. — Патрикеєва Тетяна Варухівна
- 1954—1965 рр. — Саливон Никифор Ілларіонович
- 1966—1972 рр. — Кузьменко Михайло Васильович
- 1972—1973 рр. — Федотенко Іван Йосипович
- 1973—1975 рр. — Рибалко Олексій Якович
- 1975—1994 рр. — Удовиченко Тамара Василівна
- 1994—1996 рр. — Московченко Алла Миколаївна
- 1996—1998 рр. — Олефіренко Юрій Іванович
- 1999—2001 рр. — Ромбовська Людмила Володимирівна
- 2001—2005 рр. — Харламов Юрій Іванович
- 2005—2013 рр. — Живодьор Володимир Федорович, заслужений вчитель України, відмінник освіти, професор кафедри державного управління та педагогічного менеджменту, академік Академії соціальних і педагогічних наук (м. Москва).
- 2013—2015 рр. — Медведєв Ігор Анатолійович, кандидат наук з державного управління, доцент кафедри державного управління і педагогічного менеджменту; член-кореспондент Академії педагогічних та соціальних наук (Російська Федерація, м. Москва).
- З 2015 р. — Нікітін Юрій Олександрович, доктор історичних наук, професор кафедри соціально-гуманітарної освіти.

## Структура
Адміністрація:
- ректор інституту;

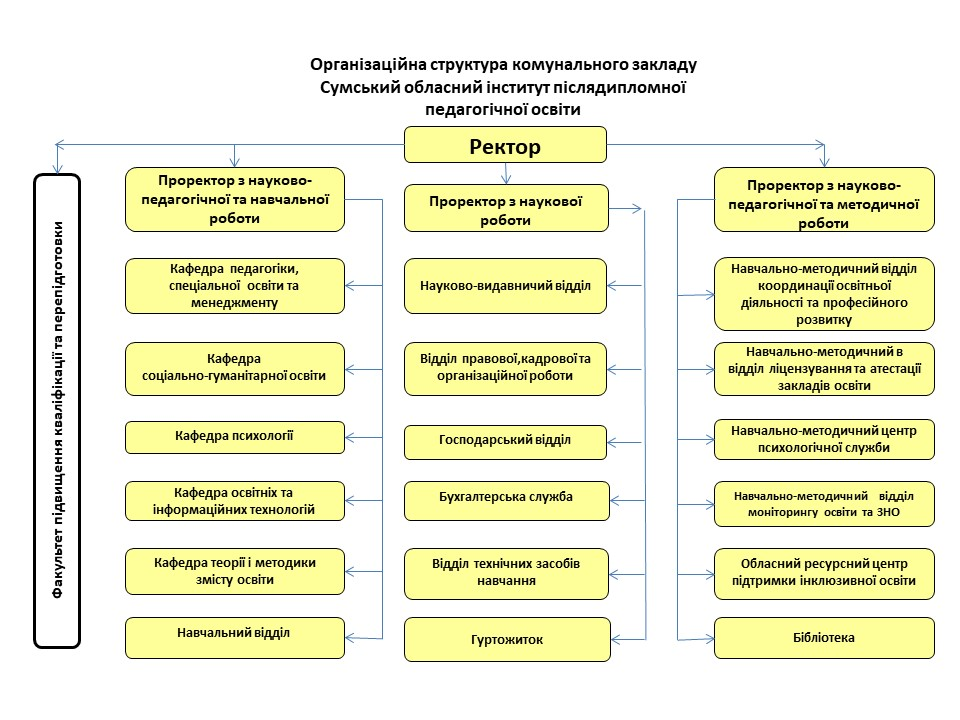

- проректор з науково-педагогічної та навчальної роботи;
- проректор з наукової роботи;
- проректор з науково-педагогічної та методичної роботи;
- декан

Факультет підвищення кваліфікації та перепідготовки
Кафедри:
- кафедра теорії і методики змісту освіти;
- кафедра соціально-гуманітарної освіти;
- кафедра педагогіки, спеціальної освіти та менеджменту;
- кафедра психології;
- кафедра освітніх та інформаційних технологій.

Відділи:
- навчальний відділ;
- науково-видавничий відділ;
- навчально-методичний відділ координації освітньої діяльності та професійного розвитку;
- навчально-методичний відділ ліцензування та атестації закладів освіти;
- навчально-методичний відділ моніторингу якості освіти та зовнішнього незалежного оцінювання ;
- відділ правової, кадрової та організаційної роботи;
- відділ технічних засобів навчання;
- господарський відділ.

Навчально-методичний центр психологічної служби.
Обласний ресурсний центр підтримки інклюзивної освіти.
Бухгалтерська служба.
Бібліотека.
Гуртожиток.

## Діяльність
Контингент осіб, споживачів освітніх послуг, на яких спрямована освітня діяльність:
1. Слухачі курсів підвищення кваліфікації — працівники галузі освіти Сумської області, що перебувають на фахових та інших курсах підвищення кваліфікації. Прийом та навчання слухачів відповідних спеціальностей здійснюэться на підставі укладених договорів, згідно із замовленнями управлінь, відділів освіти міськвиконкомів (міських рад), управлінь, відділів освіти, молоді та спорту райдержадміністрацій, міськвиконкомів, об'єднаних територіальних громад.
За роки існування закладу освіти в ньому підвищили свій фаховий рівень понад 250 тисяч педагогічних працівників та керівних кадрів освітніх закладів області.
2. Студенти — здобувачі вищої освіти за ліцензованими спеціальностями та акредитованими освітньо-професійними програмами за другим (магістерським) рівнем вищої освіти напряму перепідготовки
Сьогодні інститут має достатню матеріально-технічну базу для надання якісних освітніх послуг: бібліотеку, кабінет передового педагогічного досвіду. Сучасні навчальні приміщення інституту світлі, зручні, охайні, функціонально придатні та обладнані сучасними засобами навчального призначення. До послуг слухачів курсів та магістрантів є затишне кафе, кімнати та куточки відпочинку.

## Видання
СОІППО видає:
- журнал «Освіта Сумщини»
- газета «Педагогічна трибуна»